# L'Home Brut
L'Home Brut är en valenciansk (spansk) musikgrupp, bildad 2014. Man har rötterna i Vall Farta i comarcan Ribera Alta.
Gruppens musik kan definieras som alternativrock eller mer dansvänlig indierock. Dess första verk, den självbetitlade EP:n från 2014, nominerades 2015 till Ovidi Montllor-priset i kategorin bästa demo. 2016 utgavs det första fullängdsalbumet, Cants de balena ('Valsånger'), finansierat genom gräsrotsfinansiering och distribuerat på skivbolaget Mésdemil.
2018 var gruppen semifinalister i talangtävlingen Sona9. Samma år spelade man in "Batiscafo Katiuscas", en av den mallorkinska gruppen Antònia Fonts mer kända låtar. Låten fungerade som avskedslåt för det årets konsertturné, då man också utannonserade gruppens andra album. Detta gavs ut året därpå under titeln Llums del Nord ('Ljus från norr').
EP:n Sabates de mudar ('Utbytesskor') kom 2022. Bland de fem låtarna fanns den ovannämnda covern på "Batiscafo Katiuscas".

## Diskografi
- L'Home brut (EP, egenutgiven, 2014)
- Cants de balena ("feat. Tony Hurtado", Mésdemil, 2016)
- Llums del Nord (Primavera d'Hivern, 2019
- Sabates de mudar (EP, Primavera d'Hivern, 2022)